# Nephrurus deleani
Espèce
Statut de conservation UICN

 LC  : Préoccupation mineure
Nephrurus deleani est une espèce de gecko de la famille des Carphodactylidae.

## Répartition
Cette espèce est endémique d'Australie-Méridionale. 

## Étymologie
Cette espèce est nommée en l'honneur de Steven J. Delean.

## Publication originale
- Harvey, 1983 : A new species of Nephrurus (Reptilia: Gekkonidae) from South Australia. Transactions of the Royal Society of South Australia, vol. 107, no 3/4, p. 231-235 (texte intégral).